# Eliot
Eliot ist ein Familienname und ein männlicher Vorname.

## Herkunft und Bedeutung
Beim Namen Eliot handelt es sich um eine Variante des Namens Elliott.

## Namensträger

### Familienname
- Charles Eliot (Landschaftsarchitekt) (1859–1897), US-amerikanischer Landschaftsarchitekt
- Charles Eliot (Diplomat) (1862–1931), britischer Diplomat und Naturforscher
- Charles William Eliot (1834–1926), US-amerikanischer Chemiker und Hochschullehrer
- Frederick May Eliot (1889–1958), US-amerikanischer Kleriker
- George Eliot (eigentlich Mary Ann Evans; 1819–1880), englische Schriftstellerin
- John Eliot (Politiker) (1592–1632), englischer Politiker
- John Eliot (Missionar) (1604–1690), englischer Prediger und Missionar
- Marc Eliot (* 1946), US-amerikanischer Biograf
- Mitch Eliot (* 1998), US-amerikanisch-kanadischer Eishockeyspieler
- Peregrine Eliot, 10. Earl of St. Germans (1941–2016), britischer Adeliger
- Samuel Eliot (Geschäftsmann) (1739–1820), US-amerikanischer Geschäftsmann und Bankmanager
- Samuel Eliot (Historiker) (1821–1898), US-amerikanischer Historiker
- Samuel Eliot Morison (1887–1976), US-amerikanischer Historiker
- Samuel Atkins Eliot (1798–1862), US-amerikanischer Politiker
- T. S. Eliot (1888–1965), amerikanisch-britischer Lyriker, Dramatiker und Essayist
- Thomas D. Eliot (1808–1870), US-amerikanischer Politiker
- Thomas H. Eliot (1907–1991), US-amerikanischer Politiker

Künstlername
- Beatbox Eliot (auch Colorbox Eliot, eigentlich Markus Henning; * 1972), deutscher Beatboxer und Maler

### Vorname
- Eliot A. Cohen (* 1956), US-amerikanischer Politikwissenschaftler
- Eliot Elisofon (1911–1973), US-amerikanischer Fotograf und Fotojournalist
- Eliot Engel (* 1947), US-amerikanischer Politiker (Demokratische Partei)
- Eliot Feld (* 1942), US-amerikanischer Balletttänzer und Choreograf
- Eliot Fisk (* 1954), US-amerikanischer Gitarrist (Klassische Musik)
- Eliot Higgins (* 1979), britischer Blogger und Internetjournalist
- Eliot Hodgkin (1905–1987), englischer Maler
- Eliot Kennedy (* 1969), englischer Songwriter und Musikproduzent
- Eliot Ness (1903–1957), US-amerikanischer Finanzbeamter und Prohibitionsagent
- Eliot Noyes (1910–1977), US-amerikanischer Architekt und Industriedesigner
- Eliot Pattison (* 1951), US-amerikanischer Rechtsanwalt, Journalist und Autor von Kriminalliteratur
- Eliot Porter (1901–1990), US-amerikanischer Fotograf
- Eliot Spitzer (* 1959), US-amerikanischer Politiker (Demokratische Partei)
- Eliot Stannard (1888–1944), britischer Drehbuchautor
- Eliot Teltscher (* 1959), US-amerikanischer Tennisspieler
- Eliot Wadopian (1958–2021), US-amerikanischer Kontrabassist (Klassischen Musik, auch Folk und Jazz)
- Eliot Weinberger (* 1949), US-amerikanischer Schriftsteller, Essayist, Übersetzer und Herausgeber

Zweitname
- John Eliot Gardiner (* 1943), britischer Dirigent, Chorleiter und Bach-Spezialist
- Samuel Eliot Morison (1887–1976), US-amerikanischer Historiker

Künstlername
- Eliot Vassamillet (* 2000), belgischer Popsänger